# Höchstadt an der Aisch

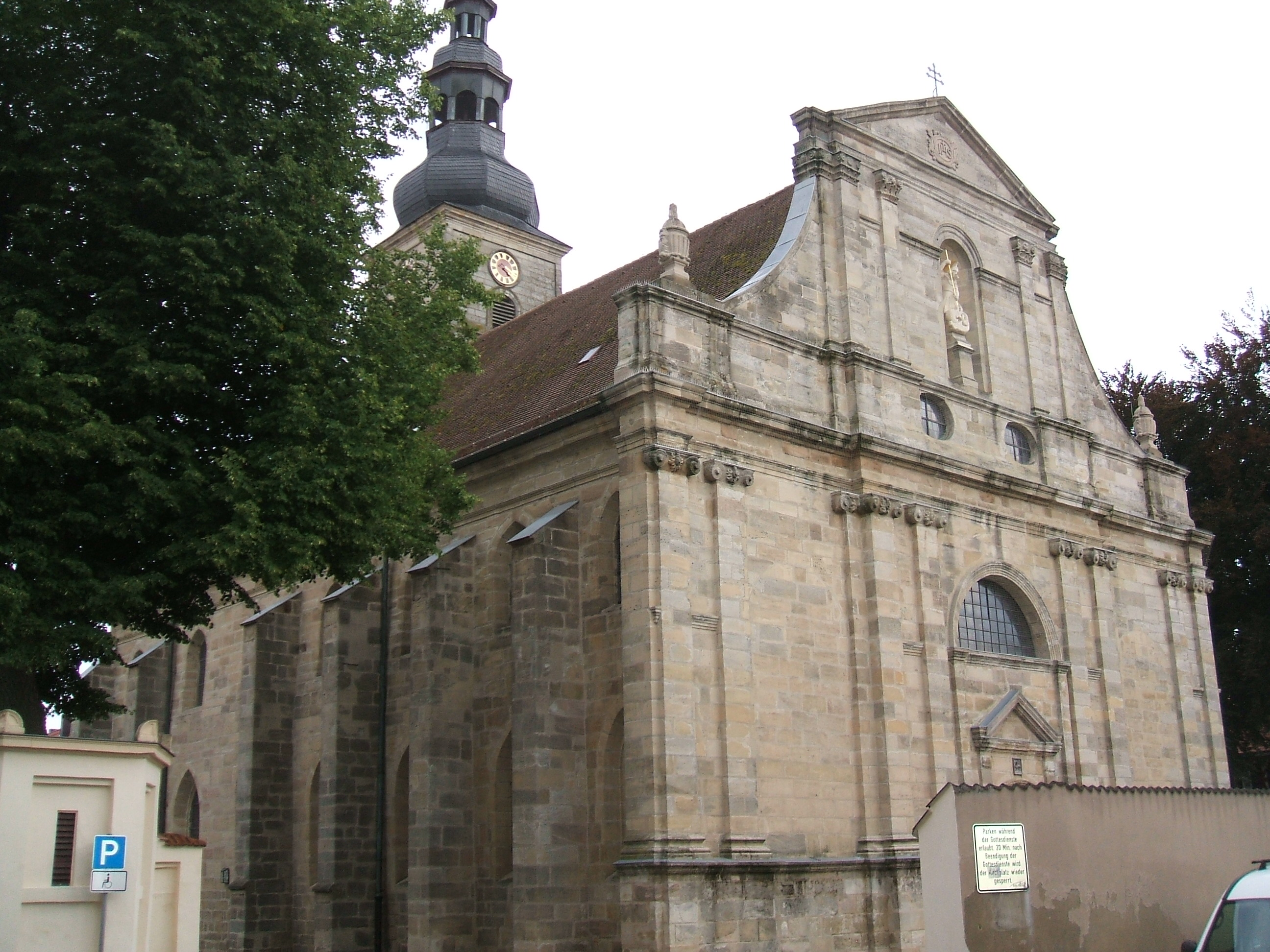
Höchstadt an der Aisch
(Biserica Sf.Gheorghe)

Höchstadt an der Aisch (nume oficial: Höchstadt a. d. Aisch) este un oraș din Franconia Mijlocie, landul Bavaria, Germania. 